# گریس پرندرگاست
گریس پرندرگاست (انگلیسی: Grace Prendergast؛ زادهٔ ۳۰ ژوئن ۱۹۹۲) قایقران روئینگ اهل نیوزیلند است.
وی در مسابقات کشوری و بین‌المللی در مجموع برندهٔ ۵ مدال طلا، ۲ مدال نقره شده‌است.